# راجندرا براساد (ممثل)
جادي راجيندرا براساد من مواليد 19 يوليو 1956وهو ممثل هندي يعمل في الغالب أفلام التيلجو . حصل على أربع جوائز ولاية أندرا براديش ناندي ، وثلاث جوائز سانتوشام السينمائية .
حصل براساد على التقدير م (1982). ثم قام بدور البطولة في العديد من الأفلام الكوميدية . و حصل على جائزة ناندي لأفضل ممثل عن فيلم Erra Mandaram (1991) و Aa Naluguru (2004). كما حصل على الدكتوراه الفخرية من جامعة أندرا .  في عام 2012، ثم قام ببطولة فيلم الإثارة الطبي Dream ، والذي فاز عنه بجائزة Royal Reel في مهرجان كندا السينمائي الدولي .  

يُطلق عليه باعتزاز اسم "ناتا كيريتي" وقد تم تكريمه بلقب "هاسيا كيريتي" من قبل تحالفات التيلجو الكندية ، التي أقيمت في ميسيسوجا .  كما تم تكريمه بالسير على السجادة الخضراء في مهرجان ايفاالسينمائي الذي أقيم عام 2009، وبمناسبة أدائه في الفيلم باللغة الإنجليزية كويك قام مروقن . 
1. ↑  Narasimham، M. l (19 مارس 2010). "Here comes the Creator". The Hindu. مؤرشف من الأصل في 2021-05-06. اطلع عليه بتاريخ 2018-08-16.
2. ↑  2013 Official Selections نسخة محفوظة 3 March 2013 على موقع واي باك مشين.
3. ↑  Krishnamoorthy، Suresh (4 مارس 2013). "'Dream' hops to Canada in flying colours". The Hindu. مؤرشف من الأصل في 2023-04-15. اطلع عليه بتاريخ 2018-08-16.
4. ↑  Eenadu daily, Eenadu Cinema, page 16, 11 April 2013
5. ↑  "Mind it!". The Hindu. 19 يونيو 2009. مؤرشف من الأصل في 2018-08-16. اطلع عليه بتاريخ 2018-08-16.